# 엘리프 엘마스
엘리프 엘마스(마케도니아어: Елиф Елмас, Elif Elmas, 1999년 9월 24일 ~ )는 북마케도니아의 축구 선수로 현재 이탈리아 세리에 A의 토리노에서 활동 중이다.